# Panaeolus
Panaeolus é um gênero de agáricos pequenos, saprófitos e com esporos escuros. A palavra Panaeolus é o grego para "todo manchado", em alusão às lamelas manchadas que os cogumelos maduros possuem.

## Características
Estes fungos são principalmente espécies de esterco e pastagem, alguns dos quais são bastante comuns na Europa e na América do Norte. Os himênios do Panaeolus não se deliquescem como os membros dos gêneros relacionados Coprinellus e Coprinopsis. Os membros do Panaeolus também podem ser confundidos com os de Psathyrella, no entanto, o último gênero é geralmente encontrado crescendo em madeira ou solos enriquecidos com lignina e tem estipes frágeis.
Os himênios destes cogumelos são pretas ou acinzentados e têm uma aparência irregular, salpicada ou turva, causada pela forma como os esporos escuros amadurecem juntos em pequenas manchas na superfície dos himênios; diferentes manchas escurecem em momentos diferentes. Os esporos são lisos.
O gênero estreitamente relacionado Panaeolina no qual compartilha os himênios pintados, mas elas são marrom-escuras (não pretas) e os esporos são ornamentados. Este gênero é algumas vezes tratado como parte do Panaeolus.
Os esporos são lisos ou ásperos, com um poro germinativo, e todas as espécies, exceto a Panaeolus foenisecii, possuem uma impressão de esporos negros.

## Comestibilidade
Nenhum membro do Panaeolus é usado em alimentação, embora alguns sejam consumidos devido às suas características psicoativas, sendo conhecidos popularmente como uma espécie de Cogumelo alucinógeno. Treze espécies de Panaeolus contêm a psilocibina alucinógena incluindo Panaeolus cyanescens,Panaeolus cinctulus e panaeolus tropicalis. Os membros alucinógenos azuis deste gênero são às vezes segregados em um gênero separado, Copelandia.
Sabe-se que vários membros deste gênero contêm psilocina e psilocibina e suspeita-se que vários outros membros deste gênero contenham compostos psicoativos não identificados. Todos os membros desse gênero possui serotonina.

## Espécies notáveis
- Panaeolus acuminatus
- Panaeolus africanus
- Panaeolus antillarum
- Panaeolus bispora
- Panaeolus cambodginiensis
- Panaeolus cyanescens
- Panaeolus fimicola
- Panaeolus foenisecii, sin. Panaeolina foenisecii
- Panaeolus olivaceus
- Panaeolus papilionaceus var. papilionaceus
- Panaeolus papilionaceus var. parvisporus
- Panaeolus semiovatus var. phalaenarum
- Panaeolus semiovatus var. semiovatus
- Panaeolus cinctulus
- Panaeolus tropicalis